# Scaffalatura cantilever
La scaffalatura cantilever è un tipo di scaffalatura a colonna alla quale vengono agganciati dei bracci a sbalzo che permettono di sorreggere unità di carico come trafilati e laminati di lunghezza superiore alle dimensioni dei comuni pallet.

## Componenti

### Base
La base del cantilever è l'elemento sul quale si scaricano le forze verticali dell’intero sistema. È quindi un elemento essenziale ai fini della sicurezza. 
Base e colonna sono tenuti insieme da bulloni di fissaggio presenti a livello delle piastre saldate alle colonne. La salda tenuta del loro fissaggio è fondamentale per la sicurezza dell’intero sistema.
Essendo un'area soggetta allo stoccaggio delle merci, la base può venire in contatto con parti in movimento, come ad esempio le forche dei muletti di carico. Se esistono sporgenze sulla base, si possono verificare agganci pericolosi per l’integrità della base stessa e la sicurezza degli operatori.

### Colonna
La colonna è l'elemento verticale di sostegno delle mensole. Negli impianti cantilever, in caso di impiego monofronte (le mensole sono presenti su un solo lato della colonna), la maggior entità della freccia (flessione) si crea sulla colonna, che assume un’inclinazione percepibile anche a vista, fenomeno potenzialmente in grado di creare situazioni di pericolo.

### Mensola
La mensola, o braccio a sbalzo, è l’elemento sporgente della struttura su cui viene depositato il carico. È costituita da un insieme saldato composto da un connettore e da un braccio. 
Il connettore è l’elemento di collegamento della mensola alla colonna, cui viene fissata tramite il bolzone.

### Bolzone
Il bolzone (o spina di fissaggio) degli impianti cantilever tradizionali costituisce l’elemento di fissaggio della Mensola alla Colonna, sul quale si scaricano le notevolissime forze determinate dai carichi posti sulle mensole dell’impianto. A questo elemento è quindi affidato un compito cruciale in termini di sicurezza.
Il profilo del bolzone, nonché quello della sezione del foro del montante, fanno in modo che si crei una superficie di scarico delle forze per distribuirle in maniera omogenea su tutta la superficie. La possibilità di modellare la forma del bolzone gli consente una maggiore stabilità in caso di forti vibrazioni.

### Crociere
Le colonne e tutti gli altri elementi del sistema sono tenuti insieme da apposite crociere, che svolgono quindi una funzione importantissima per la stabilità dell’intera struttura.

## Esempi di utilizzo
La scaffalatura cantilever è indicata per lo stoccaggio di carichi lunghi, come barre, tubi, lamiere, Legname, pannelli e tavole. È molto utilizzata nelle industrie meccaniche e nelle falegnamerie anche per la sua facilità d’uso, che va incontro all'esigenza di voler intercambiare facilmente mensole e colonne all'interno dello stesso magazzino. 
La struttura prevede anche il montaggio di un tetto di copertura, comprensivo di profili, canaline, lamiera di copertura e pluviali.